# Georges Boillot

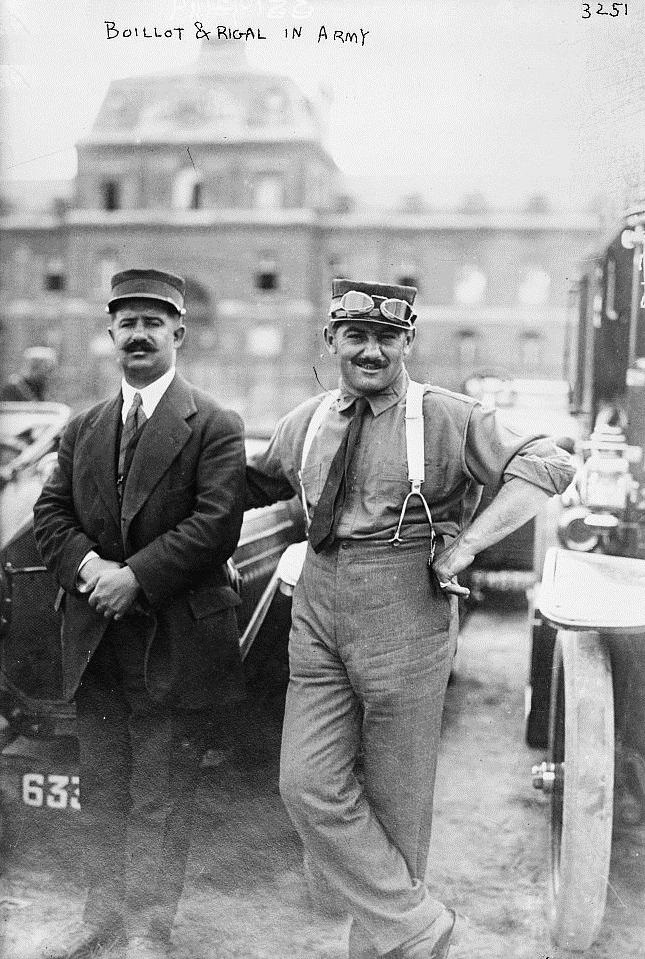
Georges Rigal y Boillot en el Ejército Francés (1914)

Georges Louis Frederic Boillot (3 de agosto de 1884 - 19 de mayo de 1916) fue un piloto francés de Grand Prix y piloto de caza durante la Primera Guerra Mundial.

## Biografía
Boillot, nacido en Valentigney, Doubs, era un mecánico que comenzó a competir en automóviles en 1908. Se unió a los pilotos Paul Zuccarelli y Jules Goux para ayudar a crear una nueva gama de automóviles de carreras como parte del equipo de Peugeot. Debutó con ellos en 1909 en la Coupe de l'Auto en Rambouillet, y en 1910 fue a Italia para competir en la Targa Florio.
En Dieppe (Sena Marítimo), el 26 de junio de 1912, Georges Boillot ganó el Gran Premio de Francia con su Peugeot L76, un vehículo diseñado por un grupo formado por el joven ingeniero suizo Ernest Henry en asociación con Zuccarelli, Goux y Boillot. Este fue el primer automóvil del mundo en tener un motor con dos árboles de levas y cuatro válvulas por cilindro. Boillot ganó la Coupe de l'Auto en 1913 y se convirtió en el favorito de los fanáticos de las carreras francesas cuando en 1913 ganó su segundo Gran Premio de Francia consecutivo en Amiens, convirtiéndose en el primer piloto en ganar dos veces la prueba.

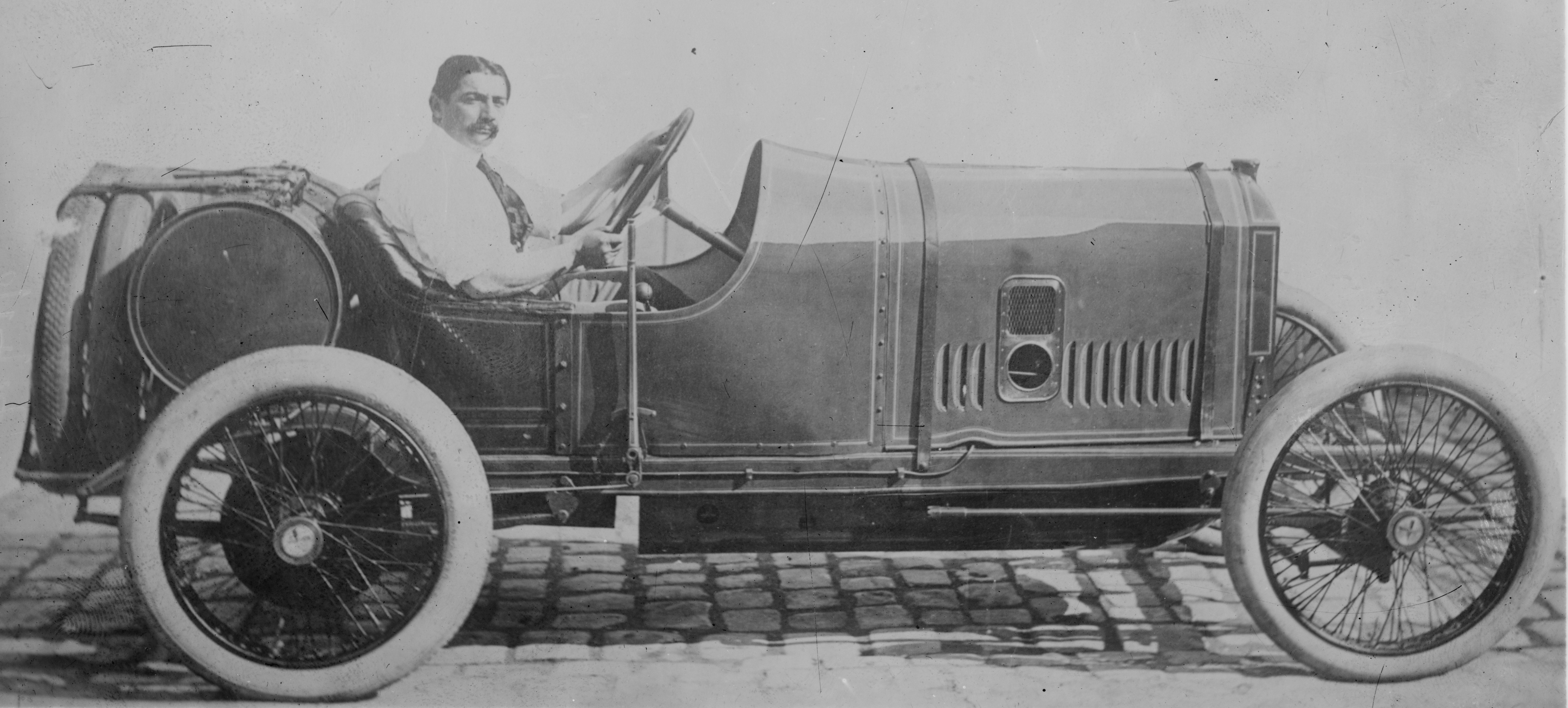
Boillot en su Peugeot EX3

Ese mismo año, su compañero de equipo en Peugeot, Jules Goux, se convirtió en el primer francés en ganar las 500 Millas de Indianápolis. El año siguiente, Francia envió a varios competidores a la pista de carreras de Indiana, donde el 27 de mayo, durante la clasificación, Boillot estuvo cerca de romper la barrera de las 100 millas por hora (161 km/h) cuando estableció un nuevo récord de velocidad de 99.86 mph (160.70 km/h). Mucho más rápido que cualquier otro piloto, lo más probable es que Boillot hubiera ganado la carrera con facilidad si no hubiera sido por problemas repetidos con los neumáticos. Terminó en el puesto 14, mientras que sus compañeros franceses terminaron en las cuatro primeras posiciones con René Thomas obteniendo la victoria.
En lo que resultó ser su última carrera, el Gran Premio de Francia de 1914 disputado en Lyon, su Peugeot se estaba averiando al final de la prueba. Después de demostrar su tremenda habilidad para mantener el vehículo en marcha y cerca de la delantera, finalmente se sobrecalentó en la última vuelta y se vio obligado a retirarse.
Con el estallido de la Primera Guerra Mundial, Boillot se unió a la nueva Fuerza Aérea francesa, pero inicialmente se le dio la tarea de ser el conductor del comandante en jefe, el general Joseph Joffre, quien utilizó la conducción rápida de Boillot para mantener la supervisión personal de los ejércitos franceses. Frustrado en sus deberes lejos de las líneas del frente, solicitó unirse a una unidad de combate y rápidamente se empeñó en convertirse en un as de la aviación. Durante su tiempo como aviador, ganó la Croix de Guerre y la Legión de Honor. El 21 de abril de 1916, su avión fue derribado en un combate contra cinco Fokker alemanes, de los que fue capaz de derribar a uno antes de ser él mismo derribado cerca de Bar-le-Duc. Gravemente herido, murió en un hospital militar en Vadelaincourt, Mosa.

## Familia
- Su hermano André, que también era piloto de carreras, ganó la Targa Florio de 1919.
- El hijo de Georges, Jean, se convirtió en el "director general" de los automóviles Peugeot Sport y en 1981 fue responsable de la participación de Peugeot en los rallies.

## Resultados

### 500 Millas de Indianápolis
| Año     | Coche   | Salida  | Calif      | Posic   | Final   | Vueltas | Líder | Retirado        |
| ------- | ------- | ------- | ---------- | ------- | ------- | ------- | ----- | --------------- |
| 1914    | 7       | 29      | 99.860 mph | 1       | 14      | 141     | 0     | Rotura bastidor |
| Totales | Totales | Totales | Totales    | Totales | Totales | 141     | 0     |                 |

| Salida       | 1 |
| Poles        | 1 |
| Primera fila | 1 |
| Victorias    | 0 |
| Top 5        | 0 |
| Top 10       | 0 |
| Meta         | 1 |

## Reconocimientos
- En su honor, varios lugares en Francia nombraron una calle con su nombre, y existe una Escuela George Boillot en Montlhéry en el Essonne, cerca de París.